# Bursa
Bursa, outrora conhecida como Brusa ou Prusa  (em grego: Προύσα/Προύσσα; romaniz.: Prousa/Proussa), é uma cidade do noroeste da Turquia situada na região de Mármara, capital da área metropolitana (em turco:  büyükşehir belediyesi) e da província de Bursa. De acordo com o censo de 2009, a população do conjunto dos distritos urbanos era de 1 854 285, o que faz dela o quarto maior aglomerado populacional da Turquia. A altitude média da cidade é 100 m.
Bursa é famosa pelas suas estâncias de esqui no maciço de Uludağ, pelos mausoléus de sultões otomanos, e pela planície fértil circundante. Alguns dos pratos mais conhecidos da culinária turca são originários daqui: as sobremesas, especialmente castanhas, e um prato de carne chamado İskender kebab.

## História
A mais remota menção à existência de uma aldeia ou cidade no sítio atualmente ocupado por Bursa é feita por Homero. Bursa é a sucessora da colônia grega de Cio, situada alguns quilómetros a norte da cidade atual, a leste de Gemlik. Cio foi provavelmente fundada por gregos de Mileto, foi cedida em 202 a.C. por Filipe V da Macedônia ao rei Prúsias I do Reino da Bitínia, que deu à cidade o seu próprio nome e a reformou. Após ter sido conquistada pelo rei do Ponto, Mitrídates VI, retornou ao controle do rei Nicomedes IV da Bitínia por um breve período antes de toda a Bitínia ser anexada à República Romana.
Após 1 400 anos de governos greco-romanos e pelo menos mil anos de Cristandade (com breves intervalos de ocupação sassânida, árabe e seljúcida), Bursa foi incorporada em definitivo ao mundo islâmico em 1326,[carece de fontes?] quando Orcano I a capturou. Em 1683, a cidade tinha cento e vinte e quatro mesquitas, várias delas antigas  igrejas cristãs, e cinquenta a sessenta chanes.
Na cidade encontra-se a sepultura de Osmã I, o fundador da família que reinou no império otomano, de seu filho, Orcano I, de Murade I e de Murade II, o pai de Maomé II, o Conquistador. Bursa foi a sede do sultanato otomano durante 39 anos, até Murade I transferir sua capital para Edirne (antiga Adrianópolis), na Trácia.

## Economia
Bursa, que já foi um dos pontos de partida para a Rota da Seda, é hoje o centro da indústria automobilística turca, onde a Fiat e a Renault sediaram as suas fábricas. A cidade também é conhecida pelo solo fertil e agricultura, mas tem sofrido decréscimos nas última décadas devido ao aumento da industrialização pesada.

## UNESCO
Bursa e Cumalıkızık: o Nascimento do Império Otomano foram incluídas na lista de patrimônio Mundial da UNESCO por "ilustrarem a criação de um sistema urbano e rural que estabeleceu o Império Otomano no início do século XIV. No local encontra-se a tumba de Orcano Gazi, fundador da dinastia Otomana"